# Агана (Грузия)
Агана (груз. აგანა, з.-арм. Ականա) — село в Грузии, на территории Ахалкалакского муниципалитета края (мхаре) Самцхе-Джавахети.

## География
Село находится в южной части Грузии, на правом берегу реки Баралетисцкали, на расстоянии приблизительно 18 километров (по прямой) к северо-востоку от города Ахалкалаки, административного центра муниципалитета. Абсолютная высота — 1762 метра над уровнем моря.

## Население
По результатам официальной переписи населения 2014 года, в Агане проживало 534 человека (274 мужчины и 260 женщин). В национальной структуре населения армяне составляли 99,8 %, грузины — 0,2 %.
| Год  | Население, человек |
| ---- | ------------------ |
| 2002 | 708                |
| 2014 | ↘ 534              |